# Liste der Baudenkmäler in Lechenich
Die Liste der Baudenkmäler in Lechenich enthält die denkmalgeschützten Bauwerke auf dem Gebiet von Erftstadt-Lechenich in Nordrhein-Westfalen (Stand: Juni 2024). Diese Baudenkmäler sind in der Denkmalliste der Stadt Erftstadt eingetragen; Grundlage für die Aufnahme ist das Denkmalschutzgesetz Nordrhein-Westfalen (DSchG NRW).

## Baudenkmäler
Die Liste der Baudenkmäler enthält Sakralbauten, Wohn- und Fachwerkhäuser, historische Gutshöfe und Adelsbauten, Industrieanlagen, Wegekreuze und andere Kleindenkmäler sowie Grabmale und Grabstätten, die eine besondere Bedeutung für die Geschichte Erftstadts haben.
Hinweis: Die Reihenfolge der Denkmäler in dieser Liste entspricht der offiziellen Liste und ist nach Bezeichnung, Ortsteilen und Straßen sortierbar.
| Bild                                                                           | Bezeichnung                                                                    | Lage                                   | Beschreibung | Bauzeit                                        | Eingetragen seit | Denkmal- nummer |
| ------------------------------------------------------------------------------ | ------------------------------------------------------------------------------ | -------------------------------------- | --- | ---------------------------------------------- | ---------------- | --------------- |
| weitere Bilder                                                                 | Bonner Tor                                                                     | Bonner Straße 30                       | Das Bonner Tor gehörte zur ehemaligen Stadtbefestigung Lechenichs und wurde im 13./14. Jahrhundert erbaut. Der Unterbau des Tores besteht aus Tuff, Bruchstein und Trachyt mit späteren Backsteinergänzungen. Die spitzbogige Durchfahrt ist von einem Kreuzgratgewölbe überspannt. Der zweigeschossige Oberbau aus Backstein mit Zinnenkranz im neugotischen Stil entstand bei der Restaurierung 1853, als das Tor mit Gefängniszellen ausgestattet wurde. Die unterschiedlichen Materialien zeigen, wie weit das Tor 1642 bei der Belagerung Lechenichs im Hessenkrieg zerstört wurde. Die einseitige Freilegung des Tors erfolgte im Jahre 1901 beim Ausbau der damaligen Luxemburger Straße (heute Bonner Straße). | 13. /14. Jh., 1853                             | 14.06.1982       | 001             |
| weitere Bilder                                                                 | Landesburg Lechenich                                                           | Schloßstraße 18                        | Die von Wassergräben umgebenen Ruinen der ehemaligen im 14. Jahrhundert erbauten kurfürstlichen Landesburg sind nur über eine Brücke im Innenhof der Vorburg zugänglich. Am Tor der Vorburg wurden nach der Judenverfolgung 1349 jüdische Grabsteine vom Kölner Judenfriedhof als Spolien verwendet, darunter der Grabstein des Mar Jacob. Die beim Abzug der französischen Verbündeten des Kurfürsten 1689 von diesen angezündete Burg wurde anschließend nicht wiederhergestellt und zerfiel im 18. Jahrhundert. Im 19. Jahrhundert wurden die noch benutzbaren Gebäude der Hauptburg mit abgetragen, so dass nur noch Mauern und Türme erhalten blieben. | 14. Jahrhundert                                | 13.07.1982       | 002             |
| weitere Bilder                                                                 | Schlosspark und Schanze                                                        | Schloßstraße 18                        | Der Schlosspark wurde im Wesentlichen von dem ehemaligen Schlossbesitzer Baron Georg von Bleichröder als Landschaftspark angelegt. Vom Park aus sind Reste der ehemaligen Verteidigungsanlage am Hauptschloss und eine in den Schlossweiher hineinragende Schanze zu erkennen. | Ende 19. Jh.                                   | 13.07.1982       | 002             |
| weitere Bilder                                                                 | Historisches Rathaus                                                           | Markt 1 Karte                          | Das zweigeschossige Backsteingebäude auf Kreuzgrundriss in neugotischen Stil wurde 1862 nach Plänen des späteren Wiener Dombaumeisters Friedrich von Schmidt und des Kölner Dombaumeisters Ernst Friedrich Zwirner errichtet. Ost- und Westseite haben je drei Fenster in Sandsteinfassung im Erdgeschoss und im ersten Stockwerk. Die beiden anderen Seiten werden durch einen stark vorgezogenen Mittelrisalit hervorgehoben mit Eingangstüren und großem Fenster im Obergeschoss. Über der nördlichen Eingangstür ist das alte Lechenicher Stadtwappen angebracht. Alle Gebäudeseiten sind mit Treppengiebeln und Kreuzstockfenstern und neugotischen Blendbögen über den Fenstern und in der Mitte der Treppengiebel gestaltet. Zwischen Erdgeschoss und oberem Stockwerk verläuft ein Geschosstrennungsgesims. Das mit Schiefer gedeckte Dach ist mit Dachgauben versehen. Die in der Wandung des Treppenhauses vermauerten Steine geben die Grundsteinlegung des Vorgängerbaus von 1752 und des Neubaus von 1862 an. | 1862                                           | 10.08.1982       | 003             |
| weitere Bilder                                                                 | Herriger Tor und Wegekreuz                                                     | Herriger Straße                        | Das im 13./14. Jahrhundert erbaute Herriger Tor gehörte als zweites Stadttor ebenfalls zur Lechenicher Stadtbefestigung. Im Jahre 1862 wurde das Herriger Tor nach Plänen des Kölner Dombaumeisters Zwirner restauriert und in neugotischem Stil umgestaltet. Das Obergeschoss wurde aus Tuffstein errichtet mit einem Satteldach, beidseitigen Treppengiebeln und auf beiden Seiten ein mit einem dreiteiligen Querstockfenster mit gestelzter Mitte versehen. Das Tor, das 1901 durch Abbruch des angrenzenden ehemaligen Feuerwehrhauses einseitig freigelegt wurde, liegt seit dem Abbruch des angrenzenden Hauses im Jahre 1965 funktionslos auf einer Verkehrsinsel. An der Innenseite des Tores befindet sich ein Holzkreuz, darunter eine Pieta und die Jahreszahl 1822. | 13./14. Jh., 1862                              | 10.08.1982       | 004             |
| weitere Bilder                                                                 | Oebelsmühle                                                                    | Auf dem Graben 16                      | Das zweigeschossige Wohnhaus der „Oebels-Mühle“, ein Backsteinbau mit abgesetztem verputztem Sockel und Krüppelwalmdach, wurde Anfang des 19. Jahrhunderts erbaut. Eine breite Toreinfahrt führt in den Innenhof mit dem an das Wohnhaus angebauten Mühlenhaus und weiteren Backsteingebäuden, die zu einer Wohnanlage umgebaut sind. | 19. Jh.                                        | 10.08.1982       | 005             |
| weitere Bilder                                                                 | Haus Kretz                                                                     | Markt 15 Karte                         | Das zweigeschossige Backsteinwohnhaus am Markt wurde 1862 nach Plänen von Friedrich von Schmidt, dem späteren Wiener Dombaumeister, erbaut. Die Fassade wird im Erdgeschoss durch einen flachen Risalit, im Obergeschoss durch einen auf Konsolen ruhenden Balkon und oberhalb der Traufe durch ein Dachhaus gestaltet. Die Fassade erhält eine starke Vertikalbetonung durch die Zwillingsfenster in Werksteinrahmen und Werksteinfeldern oberhalb der Stürze mit neugotischem Maßwerk. Im spitzbogigen Feld des Dachhauses befindet sich eine große Rosette aus Werkstein, der eine Rosette im Sturzfeld des Giebels entspricht. Über der Rosette befindet sich auf dem Dachhaus eine Kreuzblume. Eine große korbbogige seitliche Durchfahrt führt in den Hof. Über der Durchfahrt befindet sich die inschriftliche Datierung 1862. | 1862                                           | 12.08.1982       | 017             |
| weitere Bilder                                                                 | Husarenquartier                                                                | Schloßstraße 10 Karte                  | Das zweigeschossige Wohnhaus mit Mansarddach und Dachgauben wurde im Barockstil 1765 als Standquartier der kurfürstlichen berittenen Landgendarmerie, genannt Husarenkompanie, erbaut. Bei der Restaurierung erhielt das Backsteingebäude einen roten Anstrich. | 1765                                           | 12.08.1982       | 019             |
| Zum Haus Schloßstraße 10 gehörende ehemalige landwirtschaftliche Scheune       | Zum Haus Schloßstraße 10 gehörende ehemalige landwirtschaftliche Scheune       | Steinstraße 33                         | Das zum Haus gehörende Backsteingebäude mit großer Einfahrt, eine ehemalige Scheune, war ursprünglich als Pferdestall der berittenen Landgendarmerie gebaut worden. | 1765                                           | 12.08.1982       | 019             |
| 3-geschossiges Backsteinhaus                                                   | 3-geschossiges Backsteinhaus                                                   | Bonner Straße 9-11                     | Das dreigeschossige, siebenachsige, verputzte Gebäude mit einseitigem Krüppelwalmdach und mehreren Dachgauben steht traufseitig zur Straße. Im östlichen Giebel ist das Baujahr 1817 durch Ankerzahlen angegeben. Die Fassade des im klassizistischen Stil errichteten Gebäudes ist durch eine feine Putzquaderung streng gegliedert. Die Betonung liegt auf dem flachen Risalit der Mittelachse, in dem sich das Eingangsportal mit der Freitreppe befindet. Alle Fensteröffnungen sind hochrechteckig und haben einfache Putzrahmen. Die Fenster des ersten Obergeschosses weisen oberhalb der Stürze geputzte Segmente auf. | 1817                                           | 12.08.1982       | 020             |
| Ehemalige Weltersmühle                                                         | Ehemalige Weltersmühle                                                         | Weltersmühle 54                        | Das Wohnhaus mit integriertem Mühlengebäude wurde 1805 errichtet. Die Datierung ist im Türsturz der unter einer mächtigen Eiche gelegenen heute verschlossenen Hofeinfahrt zu sehen. An das zweigeschossige in Backstein erbaute Wohnhaus schließt sich das Mühlengebäude an, dessen Mühlrad ehemals an der zum Bach hin gewandten Giebelseite des Gebäudes angebracht war. Bei der Restaurierung wurden Wohnhaus und Mühlengebäude zur neuen Wohnnutzung zusammengeführt. Die dem Wohnhaus gegenüberliegende Scheune und weitere Wirtschaftsgebäude werden nach der im Jahre 1991 erfolgten umfassenden Restaurierung anderweitig genutzt. | 1805                                           | 12.08.1982       | 021             |
| weitere Bilder                                                                 | Pfarrkirche St. Kilian                                                         | Franz-Busbach-Straße 10 Karte          | Die einschiffige Barockkirche wurde 1746–1749 erbaut. Der Kirche vorgelagert ist ein viergeschossiger Westturm, dessen oberstes Geschoss durch Tuffstreifen gegliedert ist. Die Erbauung des Turmes mit barocker Zwiebelhaube im Jahre 1717 ist durch Ankerzahlen datiert. Dem umlaufenden Gesims des letzten Geschosses wurden vier Schweifgiebel vorgesetzt. Die Neugotisierung der Kirche begann 1864 nach Plänen des Dombaumeisters Zwirner und wurde 1887–1889 durch die Architekten Rüdell und Odenthal durch Anbau von Querschiff und Chor vollendet. | 1717, 1746, 1887–1889                          | 12.08.1982       | 022             |
| weitere Bilder                                                                 | St.-Servatius-Kapelle (Lechenich)                                              | Blessemer Lichweg                      | Die mit Schiefer gedeckte Kapelle mit einem Dachreiter gehört zum Typus der romanischen Saalkirchen. Die zum Teil erhaltenen Mauern des Langhauses aus dem 11. Jahrhundert bestehen aus Backstein, Tuff, Kieseln, Sandstein und römischen Baumaterialien. | 11./12. Jh., 1699                              | 12.08.1982       | 025             |
| weitere Bilder                                                                 | Rest der Stadtmauer                                                            | Klosterstraße 24b                      | Die südwestliche Stadtmauer aus dem 13./14. Jahrhundert ist entlang des Stadtgrabens in der Klosterstraße/auf den Graben noch zusammenhängend, jedoch nicht mehr in voller Höhe, erhalten. Nach der Zerstörung der Mauer im Jahre 1301 wurden beim Wiederaufbau und Weiterbau der Mauer Ziegelsteine verwendet. | 13./14. Jh.                                    | 16.08.1982       | 039             |
| weitere Bilder                                                                 | Rest der Stadtmauer                                                            | Klosterstraße 24c                      | | 13./14. Jh.                                    | 16.08.1982       | 040             |
| weitere Bilder                                                                 | Rest der Stadtmauer                                                            | Klosterstraße 24d                      | | 13./14. Jh.                                    | 16.08.1982       | 041             |
| weitere Bilder                                                                 | Rest der Stadtmauer                                                            | Klosterstraße 24e                      | | 13./14. Jh.                                    | 16.08.1982       | 042             |
| weitere Bilder                                                                 | Rest der Stadtmauer                                                            | Klosterstraße 24f                      | | 13./14. Jh.                                    | 16.08.1582       | 043             |
| weitere Bilder                                                                 | Rest der Stadtmauer                                                            | Klosterstraße 24g                      | | 13./14. Jh.                                    | 16.08.1982       | 044             |
| weitere Bilder                                                                 | Rest der Stadtmauer und -graben                                                | Klosterstraße / Anlieger Weg           | Stützpfeiler aus alten Ziegeln an der Innenseite der Stadtmauer im Garten Klosterstraße 26 | 14. Jh.                                        | 16.08.1982       | 045             |
| weitere Bilder                                                                 | Rest der Stadtmauer                                                            | Klosterstraße 24                       | An dieser Stelle wurde 1857 bei dem Ausbau der Straße Lechenich – Derkum – Euskirchen die Stadtmauer durchbrochen. | 13./14. Jh.                                    | 16.08.1982       | 047             |
| weitere Bilder                                                                 | Rest der Stadtmauer                                                            | Klosterstraße 24a                      | | 13./14. Jh.                                    | 16.08.1982       | 048             |
| weitere Bilder                                                                 | Restteilstück der Stadtmauer                                                   | Zehntwall bei Hausnummer 79            | Um 1960 restauriertes Teilstück der Stadtmauer am Zehntwall, das beim Abbruch eines Wallhauses einzustürzen drohte. | 13./14. Jh.                                    | 06.09.1982       | 050             |
| weitere Bilder                                                                 | Mittelalterliche Stadtbefestigung und Stadtgraben, Reste der Stadtmauer        | Stadtgebiet Lechenich                  | Das Haus steht auf einer ehemaligen Bastion der Stadtmauer, die in ihrer Höhe hier in etwa noch erhalten ist. | 13./14. Jh.                                    | 10.02.1984       | 053 und 25      |
| Ehemaliges Franziskanerkloster                                                 | Ehemaliges Franziskanerkloster                                                 | Klosterstraße 16                       | Der zweigeschossige, zweiflügelige von der Straße zurückgesetzte Backsteinbau mit Krüppelwalmdach ist der noch erhaltene Teil des ehemaligen Franziskanerklosters, in dem sich seit 1902 das Hotel und Restaurant „Franziskaner“ befindet. | 1655, 1722                                     | 17.01.1983       | 055             |
| 2-geschossiges Wohn- und Geschäftshaus                                         | 2-geschossiges Wohn- und Geschäftshaus                                         | Herriger Straße 6                      | Die Fassade des zweigeschossigen verputzten Wohn- und Geschäftshaus mit Zwerchgiebel ist aufwendig durch neugotische Zierformen im Bereich des Türsturzes oberhalb des seitlichen Hauseingangs und im Bereich der Sturzzone oberhalb des erneuerten großen Schaufensters mit Ladeneingang durch ein Traufgesims gestaltet. | 1902                                           | 18.02.1983       | 057             |
| Herriger Bömsche, Bildstock                                                    | Herriger Bömsche, Bildstock                                                    | Herriger Straße / An der L 263         | Den von zwei Linden flankierten Bildstock ließen der kurkölnische Oberkellner Josef Borlatti und seine Ehefrau im Jahre 1791 errichten. | 1791                                           | 28.02.1983       | 058             |
| Bildstock                                                                      | Bildstock                                                                      | Weltersmühle                           | In dem stichbogenförmigen Aufsatz über dem gestuften Sockel befindet sich eine stark verwitterte Nische und im Sockel eine stichbogige Nische. Die Bildstöcke aus dem 18. Jahrhundert an der Straße Weltersmühle sind noch erhaltene ehemalige Fußfallstationen. In den Nischen fehlen die Darstellungen des Leidensweges Jesu. | 18. Jh.                                        | 28.02.1983       | 059             |
| weitere Bilder                                                                 | 2-geschossiges Fachwerkhaus                                                    | Zehntwall 31                           | Das zweigeschossige an der Traufseite verputzte Fachwerkhaus ist ein Beispiel für die nach dem Hessenkrieg von der Stadt an der Innenseite der dezimierten Stadtmauer errichteten Zinshäuser, den Wallhäusern, die nach dem Verkauf von den Eigentümern aufgestockt und weiter verändert wurden. | 17. und 19. Jh.                                | 28.02.1983       | 060             |
| 2-geschossiges Wohnhaus                                                        | 2-geschossiges Wohnhaus                                                        | Zehntwall 1                            | Das zweigeschossige verputzte Wohnhaus schließt über einen Backsteintrakt unmittelbar an das Stadttor an. Neben dem erneuerten Mitteleingang befindet sich seitlich ein aus neuerer Zeit stammendes Schaufenster, auf der anderen Seite liegen zwei, über dem Geschosstrennungsgesims fünf hochrechteckige Fenster und unter der Traufe fünf Okuli. | erste Hälfte 19. Jh.                           | 28.02.1983       | 061             |
| 2-geschossiges Backsteinhaus                                                   | 2-geschossiges Backsteinhaus                                                   | Klosterstraße 15                       | Das zweigeschossige Backsteingebäude hat einen abgesetzten Sockel mit freiliegenden Kellerfenstern. An der Straßenseite führt eine Freitreppe zu der in der Mitte des fünfachsigen Hauses gelegenen Eingangstür mit Originaltürblatt. Die gleichmäßig angeordneten stichbogigen Fenster liegen in rundbogigen Mauerfeldern. Über dem Geschosstrennungsgesims wird die Mitte des Obergeschosses durch einen Risalit betont, der von einem Treppengiebel überfangen ist. Die Giebelseiten sind ebenfalls durch Treppengiebel gestaltet. | Ende 19. Jh.                                   | 28.02.1983       | 062             |
| 2-geschossiges Backsteinhaus, Wohn- und Geschäftshaus                          | 2-geschossiges Backsteinhaus, Wohn- und Geschäftshaus                          | Markt 6                                | Das zweigeschossige Wohn- und Geschäftshaus an der Ecke Markt/Klosterstraße ist an der Klosterstraße durch einen Anbau erweitert. Das Erdgeschoss hat am Markt drei, an der Klosterstraße ein Schaufenster. Der Eingang mit Freitreppe liegt an der Marktseite. Die Traufzone wird durch zwei das Dach überragende Treppengiebel unterbrochen. | Mitte 19. Jh.                                  | 28.02.1983       | 063             |
| Ehemaliges Notariat                                                            | Ehemaliges Notariat                                                            | Markt 24                               | Das zweigeschossige verputzte Wohnhaus mit abgesetztem Sockel und schiefergedecktem Dach wurde um 1900 erbaut. Die Fassade wird durch einen seitlichen flachen Risalit gestaltet. Auf einer bis in das Erdgeschoss hinein reichender Konsole mit einem Ornamentband ruht im Obergeschoss ein Erker mit einer Balustrade. Ein weiteres Gestaltungselement ist der über das Dach hinausragende Schweifgiebel. Der Eingang liegt auf der breiteren rechten Seite des Hauses, über dessen Fassade ein Geschosstrennungsgesims, in der Traufzone ein Zahnschnittfries und darunter ein Ornamentband verlaufen. | 1900                                           | 28.02.1983       | 064             |
| Bildstock                                                                      | Bildstock                                                                      | Weltersmühle bei Hausnummer 54         | Über dem rechteckigen Sockel befindet sich ein übergiebelter Aufsatz mit rundbogiger Nische. | 1737                                           | 28.02.1983       | 065             |
| 2-geschossiges Backsteinhaus                                                   | 2-geschossiges Backsteinhaus                                                   | Klosterstraße 1                        | Das zweigeschossige mit der Traufseite zur Straße liegende Backsteingebäude schließt an die Giebelseite des Hauses Markt 6 an. Neben dem seitlichen Eingang liegen im Erdgeschoss drei, im Obergeschoss vier gleichmäßig angeordnete Fenster, das Dach hat drei Dachgauben. | Mitte 19. Jh.                                  | 28.02.1983       | 066             |
| Ehemaliges Feuerwehrgerätehaus                                                 | Ehemaliges Feuerwehrgerätehaus                                                 | Herriger Straße 9                      | Das Backsteingebäude mit großem Zwerchhaus steht traufseitig zur Straße. Zwei korbbogige Tore flankieren das mittlere von einem Risalit eingefasste Tor, über dem sich ein rundbogiges Fenster befindet. Die Fassade ist sowohl in der Giebelzone als auch an der Traufseite über den Seitentoren und im Giebel des Zwerchhauses mit einem Rundbogenfries gestaltet. Auf einer Konsole über dem Fenster steht eine Figur der heiligen Gertrud. Das Gebäude wurde 2002/4 durch den Garten- und Verschönerungsverein restauriert und dient seitdem dem als Vereinshaus und Raum für Feiern (auch vermietet). | 1902                                           | 28.02.1983       | 068             |
| 2-geschossiges Wohn- und Geschäftshaus                                         | 2-geschossiges Wohn- und Geschäftshaus                                         | Bonner Straße 26                       | Das zweigeschossige Gebäude mit Satteldach und Schweifgiebeln wurde als Wohn- und Geschäftshaus errichtet. Über den gleichmäßig aufgereihten Fenstern im Obergeschoss verläuft eine aufwendig gestaltete Traufzone. Im Erdgeschoss wurden je zwei Fenster zu einem Schaufenster zusammengefasst. Anstelle der früheren rundbogigen Hofeinfahrt befinden sich ein Schaufenster und ein mit einer Ganzglasscheibe versehener Eingang. | Ende 18. Jh., 1905                             | 28.02.1983       | 069             |
| 2-geschossiges Fachwerk                                                        | 2-geschossiges Fachwerk                                                        | Steinstraße 2                          | Das zweigeschossige Fachwerkhaus liegt mit der Traufseite zur Steinstraße und mit der Giebelseite zur Bonner Straße gegenüber dem Bonner Tor. Das heutige Geschäftshaus, eine ehemalige Scheune, wurde 1929 zu einem Wohnhaus umgebaut. | 19. Jh., 1929                                  | 28.02.1983       | 070             |
| 2-geschossiges Doppelhaus (1. Hälfte)                                          | 2-geschossiges Doppelhaus (1. Hälfte)                                          | Judenstraße 11                         | Das zweigeschossige verputzte Wohnhaus hat einen abgesetzten Sockel. Die Fenster im Obergeschoss reichen bis zur Traufzone. Von drei der Fenster in beiden Geschossen sind je zwei als Zwillingsfenster gruppiert. | 1. Hälfte 19. Jh.                              | 10.03.1983       | 071             |
| 2-geschossiges Doppelhaus (2. Hälfte)                                          | 2-geschossiges Doppelhaus (2. Hälfte)                                          | Judenstraße 13                         | Das zweigeschossige verputzte Wohnhaus bildete ursprünglich zusammen mit Haus Nr. 11 ein Doppelhaus. Die Eingänge sind unterschiedlich gestaltet, auch die Anzahl der Fenster ist verschieden. | 1. Hälfte 19. Jh.                              | 10.03.1983       | 072             |
| Fachwerkhaus                                                                   | Fachwerkhaus                                                                   | Melchiorstraße 1                       | Das Fachwerkhaus mit Ziegelausfachung hat eine verkleidete Giebelseite. Die breiten Fenster und die Toreinfahrt sind erneuert. | 1. Hälfte 19. Jh.                              | 10.03.1983       | 073             |
| Ehemaliges Apothekengebäude                                                    | Ehemaliges Apothekengebäude                                                    | Markt 3                                | Das von einem Apotheker erbaute Wohn- und Geschäftshaus mit einseitig abgewalmten Dach ist an der anderen Seite mit dem Nachbarhaus verbunden. Die Betonung des zweigeschossigen Gebäudes liegt auf den beiden mittleren Achsen mit einem Treppengiebel. Die rote Ziegelfassade wird unterbrochen durch verputzte Flächen im Sockel, im Treppengiebel und im Bereich der Traufzone sowie als Rahmen um Fenster und Türen. Im Obergeschoss steht zwischen zwei Fensteröffnungen auf einer Konsole eine Marienfigur. In dem die Traufzone durchbrechenden Treppengiebel ist auf einem Band die Erbauungszeit Anno 1899 angegeben. | 1899                                           | 10.03.1983       | 074             |
| 2-geschossiges Fachwerkhaus                                                    | 2-geschossiges Fachwerkhaus                                                    | Raiffeisenstraße 18                    | Das zweigeschossige verputzte Fachwerkhaus hat zur Straßenseite drei Fensterachsen mit einem Eingang in der Mittelachse. Die Tür hat ein originales Türblatt mit Oberlicht. Unter den Sohlbänken der gleichmäßig angeordneten Sprossenfenster des Obergeschosses befinden sich Stuckfelder, die erneuerten Fenster im Erdgeschoss sind mit Schlagläden versehen. | Mitte 19. Jh.                                  | 10.03.1983       | 075             |
| Doppelhaus                                                                     | Doppelhaus                                                                     | Raiffeisenstraße 14                    | Das Wohnhaus hat einen abgesetzten Sockel mit freiliegendem Kellerfenster. Im Erdgeschoss liegen die Eingangstür mit Oberlicht und ein großes stichbogiges Fenster, im Obergeschoss zwei hochrechteckige Fenster. | Mitte 19. Jh.                                  | 10.03.1983       | 076             |
| 2-geschossiges Backsteinhaus                                                   | 2-geschossiges Backsteinhaus                                                   | Bonner Straße 49                       | Das zweigeschossige Backsteinhaus mit Pfannen gedecktem Satteldach wurde als Wohn- und Geschäftshaus gebaut. Die hohen gleichmäßig angeordneten Fenster haben Sohlbänke, der Eingang mit Werksteingewände hat ein original Türblatt und ein Oberlicht. An Stelle der früheren Hofeinfahrt befindet sich ein großer verglaster Ladeneingang. | um 1850                                        | 23.03.1983       | 077             |
| Doppelhaus                                                                     | Doppelhaus                                                                     | Raiffeisenstraße 16                    | Das verputzte zweigeschossige Gebäude besteht aus einem zur Straße vierachsigen Wohnhaus, einer überbauten großen Toreinfahrt und einem anschließenden zweiachsigen Wohnhaus. In der zweiten Achse des Wohnhauses liegt die Eingangstür mit Originaltürblatt und Oberlicht. Die Fenster mit Putzrahmen und Sohlbänken sind gleichmäßig angeordnet. Die Fassade wird durch Eckquaderung und durch ein Geschosstrennungsgesims gestaltet. | Mitte 19. Jh.                                  | 21.04.1983       | 078             |
| Teil des Klosters                                                              | Teil des Klosters                                                              | Klosterstraße 20                       | In das Gebäude sind Teile der ehemaligen Klosterkirche integriert. | Klosterkirche 17. und 18. Jh. Wohnhaus 19. Jh. | 21.04.1983       | 079             |
| 2-geschossiges Wohn- und Geschäftshaus                                         | 2-geschossiges Wohn- und Geschäftshaus                                         | Markt 10                               | Das zweigeschossige giebelständig zum Markt stehende Wohn- und Geschäftshaus weist in seiner Fassade aus dem Jahre 1901 Elemente des Jugendstils auf. Der nahezu rundbogige Eingang und zwei große flachbogige Schaufenster werden von aufwendig gestalteten Rahmen mit Frauenköpfen in den Zwickeln eingefasst. Die Fassade ist im ersten Obergeschoss durch flache Lisenen gegliedert, die unterhalb der Traufzone mit Kränzen, unterhalb der Sohlbänke der Fenster mit Girlanden dekoriert ist. Beidseitig des oberen Fensters im geschweiften Zwerchgiebel schmücken Pfauenfedern und Kartuschen die Fassade. | Fassade 1901                                   | 13.06.1983       | 080             |
| 2-geschossiges Fachwerkhaus                                                    | 2-geschossiges Fachwerkhaus                                                    | Zehntstraße 6                          | Das zweigeschossige verputzte Fachwerkhaus mit vorkragendem Obergeschoss gehört zu den ältesten erhaltenen Häusern in Lechenich. | Ende 17. Jh.                                   | 22.06.1983       | 081             |
| 2-geschossiges Backsteingebäude                                                | 2-geschossiges Backsteingebäude                                                | Steinstraße 18                         | Das zweigeschossige Backsteinhaus hat zur Straßenseite fünf Fensterachsen, deren Mittelachse durch einen flachen Risalit betont wird. Im Erdgeschoss liegt in der Mittelachse der rundbogige Eingang, seitlich je zwei rundbogige Fenster. Die Fassade wird durch flache Ecklisenen, ein Geschosstrennungsgesims und ein Traufgesims gegliedert. Die Lage des Hauses am Ende der rechtwinklig abknickenden Steinstraße verdeutlicht dadurch den alten Stadtgrundriss. | 1860                                           | 19.01.1984       | 085             |
| 2-geschossiges Wohnhaus                                                        | 2-geschossiges Wohnhaus                                                        | Steinstraße 24                         | Das zweigeschossige verputzte Wohnhaus hat straßenseitig fünf Fensterachsen, in deren Mittelachse der rundbogige Eingang liegt. Der Eingangstür mit originalem Türblatt und Oberlicht sind beidseitig je zwei rundbogige Fenster zugeordnet. Die hochrechteckigen Fenster im Obergeschoss sind in den Fensterachsen gleichmäßig angeordnet. | 1860                                           | 19.01.1984       | 086             |
| 2-geschossiges Wohn- und Geschäftshaus                                         | 2-geschossiges Wohn- und Geschäftshaus                                         | Bonner Straße 15                       | Das zweigeschossige Backsteinhaus mit Satteldach und drei Dachgauben wurde 1857 als Vikarie erbaut. Es ist seit den 1970er Jahren im Erdgeschoss durch Umbauten verändert. Im Obergeschoss sind die Fenster gleichmäßig angeordnet, im Erdgeschoss blieb die seitlich gelegene Eingangstür. Die ehemaligen Fenster des Erdgeschosses wurden durch große bis zur Erde reichende Schaufenster und einen Geschäftseingang ersetzt. | 1857                                           | 19.02.1984       | 087             |
| weitere Bilder                                                                 | Rest der Stadtmauer                                                            | Klosterstraße 26                       | An einigen Stellen sind noch Baumaterialien aus dem 13. Jh. erhalten. | 13./14. Jh.                                    | 10.02.1984       | 089             |
| Gewölbekeller und Brunnenschacht                                               | Gewölbekeller und Brunnenschacht                                               | Bonner Straße 9                        | Über der Erde gelegene Gebäudereste des Kellers einer frühern Brauerei. | 1879                                           | 29.11.1984       | 091             |
| 2-geschossiges Fachwerkhaus                                                    | 2-geschossiges Fachwerkhaus                                                    | Melchiorstraße 3                       | Das Fachwerkhaus mit einem abgesetzten Backsteinsockel wurde in Stockwerkbauweise mit einem Obergeschoss und einem Mezzanin errichtet. Die seitlich gelegene Eingangstür hat ein Originaltürblatt, die Fenster profilierte hölzerne Rahmen. | Mitte 19. Jh.                                  | 29.11.1984       | 092             |
| Ehemaliges Amtsgericht                                                         | Ehemaliges Amtsgericht                                                         | Markt 22                               | Das Backsteingebäude mit anschließendem Gefängnis wurde im Jahre 1896 errichtet (Datierung durch Ankerzahlen). Zum Marktplatz wird das Gebäude durch einen weit vorgezogenen Mittelrisalit mit Treppengiebel von den anschließenden seitlichen Gebäudeteilen abgehoben. Im Untergeschoss befinden sich drei gleichmäßig aufgereihte Fenster, im ersten Obergeschoss im ehemaligen Sitzungssaal ebenfalls drei gleichmäßig aufgereihte, wesentlich größere Fenster als im Untergeschoss. Der in einer spitzbogigen Nische zur Straßenseite ursprünglich angebrachte preußische Adler ist entfernt und durch eine sehr vereinfachte Aufmalung ersetzt worden, darüber die Inschrift „Jedem das Seine“. Eine seitliche Außentreppe führt zum spitzbogigen Portal und von dort zum ebenfalls spitzbogigen Eingang. An den breiteren Seitentrakt schließt sich eine Mauer mit einer flach gerundeten Durchfahrt an, die zu dem ehemaligen Gefängnistrakt hinüber leitet.                                                        | 1896                                           | 12.02.1985       | 093             |
| weitere Bilder                                                                 | Reststück der alten Stadtmauer                                                 | Melchiorstraße 14                      | Der untere Teil besteht aus Baumaterialien des 13. Jahrhunderts. | 13. /14. Jh.                                   | 18.06.1985       | 095             |
| weitere Bilder                                                                 | Fachwerkhaus                                                                   | Schloßwall 29                          | Das Fachwerkhaus ist an der zum Schlosswall gelegenen Giebelseite verputzt. Das restaurierte Wohnhaus gehörte ursprünglich zu den von der Stadt nach dem Hessenkrieg an der Innenseite der dezimierten Stadtmauer errichteten Zinshäusern, den Wallhäusern. | Anfang 19. Jh.                                 | 01.10.1985       | 098             |
| Stadthaus                                                                      | Stadthaus                                                                      | Herriger Straße 20                     | Der zweigeschossige Backsteinbau mit Walmdach wurde im Jahre 1902, wie die Jahreszahl im Giebel angibt, als „Kaiserliches Postamt“ errichtet. Ein preußischer Adler im Giebel des Mittelrisalites zu Herriger Straße weist noch darauf hin. Die Mitte wird durch flache übergiebelte Risalite, an einer Seite des Gebäudes mit Treppengiebel, betont. Die korbbogigen Fenster im Erdgeschossbereich und die korbbogige Tür besitzen Schlusssteine wie auch die rechteckigen Fenster im Obergeschoss. Die Geschosse sind durch ein umlaufendes Gesimsband unterteilt. | 1902                                           | 30.09.1987       | 105             |
| Preußischer Meilenstein                                                        | Preußischer Meilenstein                                                        | An der L 162 (Erper Straße)            | Der aus Sandstein hergestellte „Rundkopfmeilenstein“ wurde beim Bau der Bezirksstraße Köln-Luxemburg (1855–1857) errichtet. Von der im oberen Rand des Rundkopfes in Frakturschrift eingemeißelten Angabe: Regierungs=Bezirk=Cöln Kreis=Euskirchen ist der untere Teil verwittert, dagegen ist der in der Kreismitte abgebildete preußische Adler mit geöffneten Flügeln noch recht gut erhalten. Die Inschrift auf dem Schaft: Cöln Luxemburger Bezirksstraße erbaut 1855 ist stark verwittert, ebenfalls die Angaben im Medaillon im unteren Teil des Schaftes: III Meile 3,00, lediglich „Meile“ und „3“ sind noch zu erkennen. | 1855                                           | 26.10.1988       | 107             |
| Jüdischer Friedhof                                                             | Jüdischer Friedhof                                                             | Römerhofweg                            | Der von einer Mauer umgebene parkartig gestaltete Friedhof wurde von 1897 bis 1940 von der jüdischen Gemeinde Lechenichs benutzt. Das Grundstück hatte sie 1892 von der Gemeinde Lechenich erworben. Während des Zweiten Weltkrieges wurde das Gelände anderweitig genutzt und die Grabsteine entfernt. Seit der Wiederaufstellung stehen sie nicht mehr an ihrem ursprünglichen Standort. | 1892/1897                                      | 29.12.1988       | 109             |
| Jüdischer Friedhof                                                             | Jüdischer Friedhof                                                             | An der Schleifmühle                    | Der alte jüdische Friedhof mit nur noch wenigen erhaltenen Grabsteinen wurde von der jüdischen Gemeinde Lechenichs bis 1896 benutzt. | vor 1700                                       | 29.12.1988       | 110             |
| Gasthaus                                                                       | Gasthaus                                                                       | Markt 2                                | Das zweigeschossige verputzte Wohn- und Geschäftshaus mit Walmdach liegt an der Ecke Markt/Herriger Straße. Die Fenster sind im Obergeschoss an beiden Seiten des Hauses mit Schlagläden versehen. Neben dem an der Seite zum Markt gelegenen Eingang ist ein großes Fenster eingebaut. | Ende 18. Jh.                                   | 22.03.1989       | 112             |
| Ehemaliges Postdienstgebäude                                                   | Ehemaliges Postdienstgebäude                                                   | Markt 19                               | Das zweigeschossige barocke Gebäude entstand um 1750. Es hat zur Straßenseite sieben Fensterachsen, von denen die dritte mit der Eingangstür bis zur Traufzone durch Lisenen aus Quadern betont wird. Der Zwerchgiebel auf dem mit Schiefer gedeckten Dach wird beidseitig von jeweils zwei kleinen Gauben flankiert. Die Straßenseite wird weiter durch Eckquader vom Sockel bis zur Traufe hervorgehoben. | um 1750                                        | 06.03.1990       | 114             |
| Ehemalige jüdische Schule, Backsteinhaus                                       | Ehemalige jüdische Schule, Backsteinhaus                                       | Judenstraße 10                         | Das Backsteingebäude wurde 1905 als jüdische Schule erbaut. Die Giebelseite des auf L-förmigen Grundriss errichteten Gebäudes steht zur Straße. Im vorderen Teil lag das Treppenhaus, im anschließenden, rückwärts gelegenen Teil waren der ehemalige Schulsaal, Lehrerwohnung und weitere Einrichtungen untergebracht. | 1905                                           | 27.03.1990       | 115             |
| Fachwerkhaus                                                                   | Fachwerkhaus                                                                   | Herriger Straße 2 / Ecke Frenzenstraße | Das Restaurant „Haus Bosen“ liegt in unmittelbarer Nähe des Marktplatzes. Das Eckhaus, ein zweigeschossiges verputztes Fachwerkhaus mit Eingang an der Herriger Straße, wurde um 1900 an einer Seite aufgestockt. Um 1950 wurde das Haus mit einer auf den Putz aufgetragenen Zierfachwerkfassade versehen. | Anfang 19. Jh.                                 | 27.03.1990       | 116             |
| Wohnhaus und Schlosserei                                                       | Wohnhaus und Schlosserei                                                       | Schloßstraße 7                         | Das zweigeschossige Wohnhaus liegt in der Ecke der Schloßstraße mit der Traufseite gegenüber dem Schlosspark, die Giebelseite ist zum Schloss hin ausgerichtet. Eckquader und ein umlaufendes Geschosstrennungsgesims gliedern die Außenflächen. Die Fenster an der Traufseite des Obergeschosses sind in der Mitte als Zwillingsfenster angeordnet, im Abstand dazu liegt jeweils ein weiteres Fenster. Der Eingang liegt an der rückwärtigen Traufseite. Die zum Wohnhaus gehörende Schlosserwerkstatt hat zur Straßenseite eine Blendfassade. Seitlich und in der Mitte sind Schmiedeeisenarbeiten befestigt, in der Mitte ein Nasenschild in Form eines Schlüssels in der Tradition ehemaliger Zunftzeichen. Der zwischen den Gebäuden liegende Hofeingang ist durch ein schmiedeeisernes Gitter geschlossen. | 1870                                           | 27.03.1990       | 122             |
| 2-geschossiges Backsteinhaus                                                   | 2-geschossiges Backsteinhaus                                                   | Markt 13                               | Das zweigeschossige Gebäude mit Walmdach ist an das im neugotischen Stil errichtete Wohnhaus Markt 15 angebaut. Die Fassade weist vor allem im Obergeschoss neugotische Stilelemente wie Lisenen, Traufgesims als Spitzbogenfries, Sohlbankgesims und werksteingerahmte Fenster auf. Im Erdgeschoss ist die Fassade durch Einbau großer Schaufenster und eines breiten Ladeneingangs stark verändert. | 1862                                           | 27.03.1990       | 123             |
| Doppelhaus Backsteingebäude                                                    | Doppelhaus Backsteingebäude                                                    | Markt 16-18                            | Das als Wohn- und Geschäftshaus errichtete dreigeschossige Gebäude wurde als Doppelhaus erbaut. Im Erdgeschoss liegen seitlich zwei rundbogige Eingange, dazwischen zwei große Schaufenster mit Türen. Ein durchlaufendes Sohlbankgesims grenzt den Bereich vom Obergeschoss ab. Im 1. Obergeschoss je zwei paarweise angeordnete Fenster, im 2. Obergeschoss je drei Fenster, auf dem Dach je zwei Dachgauben. | 1927                                           | 27.03.1990       | 124             |
| 2-geschossiges Wohnhaus                                                        | 2-geschossiges Wohnhaus                                                        | Judenstraße 5                          | Das zweigeschossige verputzte Wohnhaus hat zur Straßenseite fünf Fensterachsen, in denen die Fenster gleichmäßig angeordnet sind. Die Fenster haben Werksteingewände und Sohlbänke, über dem in der Mitte gelegenen Eingang befindet sich ein Gebälkstück. | 1860                                           | 27.03.1990       | 125             |
| 3-geschossiges Backsteingebäude                                                | 3-geschossiges Backsteingebäude                                                | Herriger Straße 3                      | Das dreigeschossige Wohn- und Geschäftshaus wurde nach der Datierung im Giebel 1902 gebaut. Der etwas in den Ladenbereich eingezogene Eingang wird von gusseisernen Pfeilern flankiert. Über dem Seiteneingang findet sich ein Relief das Johannes Gutenberg darstellt. Über einem breiten Geschosstrennungsgesims liegen die beiden oberen Geschosse. Das als Spitzbogenfries gestaltete Traufgesims wird durch einen flachen Risalit und einem Treppengiebel unterbrochen, der die Mittelachse betont. Die Fassade hat über den unterschiedlich gestalteten Fenstern unterschiedliche Stuckverzierungen. | 1902                                           | 28.03.1990       | 129             |
| 2-geschossiges Backsteinhaus                                                   | 2-geschossiges Backsteinhaus                                                   | Klosterstraße 17                       | Das zweigeschossige Backsteingebäude hat eine aufwendig gestaltete Fassade. Alle Fenster haben diamantierte Schlusssteine, die ehemalige Hofeinfahrt einen Löwenkopf. Die Fassade wird gestaltet durch einen Geschosstrennungsfries und einen Trauffries, beide mit Majolikafliesen. Im Obergeschoss verlaufen seitlich flache Lisenen aus hellfarbigen Ziegeln über das Gesims hinaus. Der Wechsel von hellen und dunklen Ziegeln in den Lisenen betont die Mitte im Obergeschoss. | 1888                                           | 02.04.1990       | 132             |
| Wegekreuz                                                                      | Wegekreuz                                                                      | Römerstraße                            | Das einfache etwa 100 cm hohe Kreuz aus Muschelkalk an der Römerstraße Köln–Zülpich wurde nach der Inschrift auf dem Querarm 1676 errichtet. Die vor einigen Jahren noch zu entziffernde Datierung ist heute vollständig verwittert und nicht mehr lesbar. | 1676                                           | 01.08.1990       | 134             |
| 2-geschossiges Backsteinhaus                                                   | 2-geschossiges Backsteinhaus                                                   | Bonner Straße 47                       | Das zweigeschossige Backsteinhaus mit einem abgesetzten verputzten Sockel hat zur Straße fünf Fensterachsen. Die Mitte wird betont durch einen flachen Risalit, in dem im Erdgeschoss der Eingang und im Obergeschoss über dem Trennungsgesims ein ehemals bis zum Boden reichendes Fenster liegt. Die gleichmäßig angeordneten Fenster haben Werksteingewände. | um 1850                                        | 06.12.1990       | 142             |
| 2-geschossiges Wohnhaus                                                        | 2-geschossiges Wohnhaus                                                        | Schloßstraße 2                         | Der zweigeschossige langgestreckte verputzte Bau wurde Anfang des 20. Jahrhunderts im Neobarock Stil erbaut. Die Betonung der Mitte durch einen Risalit wird unterstützt von je zwei paarweise angeordneten Fensterachsen, die ihre Entsprechung in den Dachgauben finden. Im Erdgeschoss liegt mittig der Eingang, der von zwei Halbsäulen mit Kapitellen und einem Segmentgürtel mit einem von Blumenranken umgebenen Frauenkopf oberhalb des Sturzes eingefasst ist. Die Fensterachsen im Obergeschoss haben auffällig gestaltete Stuckrahmen wie von Lindenzweigen eingefasste Mädchenbüsten in Medaillons sowie zwischen den Fenstern angebrachte Zöpfe mit Löwenköpfen, während die Fassade über dem mittleren Fenster weitere bis zur Traufzone reichende Schmuckelemente aufweist. Die Traufzone wird mittig von einem Zwerchgiebel unterbrochen, der von Voluten und Gefäßen eingefasst ist. | 1902                                           | 06.12.1990       | 145             |
| Bildstock                                                                      | Bildstock                                                                      | Weltersmühle vor Hausnummer 8          | Der Bildstock besteht aus einem rechteckigen Sockel und darüber einem rundbogigen Aufsatz mit rundbogiger Nische. | 18. Jh.                                        | 06.12.1990       | 146             |
| 2-geschossiges Backsteinhaus                                                   | 2-geschossiges Backsteinhaus                                                   | Frenzenstraße 39                       | Das zweigeschossige sechsachsige Backsteinhaus hat noch eine originale Vorgarteneinfriedung. Der stichbogige Eingang mit Originaltürblatt und Oberlicht liegt leicht außermittig. Die gleichmäßig angeordneten stichbogigen Fenster sind mit Putzrahmen eingefasst. Ein Geschosstrennungsgesims verläuft zwischen Ober- und Untergeschoss. Die Traufzone ist durch den Wechsel von gelben und roten Ziegeln gestaltet. | Ende 19. Jh.                                   | 19.03.1991       | 155             |
|                                                                                | Rest der Stadtmauer                                                            | Klosterstraße 18                       | | 13./14. Jh.                                    | 02.12.1991       | 169             |
| verputztes Wohnhaus und moderner Anbau. Integriertes Teilstück der Stadtmauer. | verputztes Wohnhaus und moderner Anbau. Integriertes Teilstück der Stadtmauer. | Steinstraße 16                         | Das restaurierte Wohnhaus gehörte ursprünglich zu den von der Stadt nach dem Hessenkrieg erbauten Zinshäusern, genannt Wallhäuser, an der Innenseite der dezimierten Stadtmauer. Bei den nach dem Verkauf erfolgten Anbau an der Außenseite der Mauer blieb in diesem Haus die Mauer als Trennwand zwischen den Räumen erhalten. | 17. Jh., 19. Jh., 1999/2001                    | 10.12.1991       | 170             |
| Wohnhaus Zehnthof und Gebäude                                                  | Wohnhaus Zehnthof und Gebäude                                                  | Zehntstraße 20                         | Das zweigeschossige verputzte Wohnhaus mit einem zur Straße hin leicht überkragendem Obergeschoss stammt im Kern vom Ende des 17. Jahrhunderts. Zur Gartenseite hin hat das Haus ein abgewalmtes Dach. Die den Garten umgebende, straßenseitig erhaltene Mauer wird durch ein kleines Tor unterbrochen, das zum Hauseingang an der Gartenseite führt. Die an das Wohnhaus anschließenden Backsteingebäude mit einem großen Tor zum Innenhof des ehemaligen Vierkanthofes stammen aus dem 19. und 20. Jahrhundert. Das ehemalige Getreidesilo wurde 1960 erbaut. Teile der Wirtschaftsgebäude wurden zu Wohnungen umgebaut, deren Eingänge im Innenhof liegen. | Ende 17. Jh.,19. Jh. und 1998                  | 26.03.1992       | 173             |
| 2-geschossiges Backsteinhaus/Fachwerk-Eckhaus                                  | 2-geschossiges Backsteinhaus/Fachwerk-Eckhaus                                  | Frenzenstraße 6 / Franz-Busbach-Straße | Das zweigeschossige Backstein-Eckhaus hat im Erdgeschoss eine weiß verputzte das Backsteinmauerwerk unterbrechende abgeschrägte Gebäudeecke mit einem Eingang zu einem Geschäft. Die Fenster sind gleichmäßig angeordnet. Der Fachwerkgiebel des Eckhauses an der Franz-Busbach-Straße hat eine Ziegelausfachung. | 2. Hälfte 19. Jh.                              | 30.11.1992       | 177             |
| 2-geschossiges Backsteinhaus                                                   | 2-geschossiges Backsteinhaus                                                   | Frenzenstraße 17                       | Das fünfachsige zweigeschossige Wohnhaus hat einen abgesetzten Sockel. Ein Zwerchhaus betont die Mittelachse, in der auch der Eingang in den Wohnteil liegt. Die Fassade wird gestaltet durch einen Sohlbankfries im Erdgeschoss aus Majolikafliesen, einen Geschosstrennungsfries aus hellfarbigen Ziegeln mit Majolikafliesen und eine Traufzone aus hellfarbigen Ziegeln. | Ende 19. Jh.                                   | 15.03.1993       | 179             |
| 2-geschossiges Wohn- und Geschäftshaus                                         | 2-geschossiges Wohn- und Geschäftshaus                                         | Bonner Straße 39                       | Das zweigeschossige Wohn- und Geschäftshaus hat einen abgesetzten Sockel aus Putzquadern. Die rote Ziegelfassade wird gestaltet durch einen seitlichen Risalit mit einem das Dach überragenden Giebel. Eine weitere Gestaltung erfolgt durch verputzte Flächen im Bereich der Haustür und der Fenstergewände sowie als Lisenen und als Traufgesims. An das Haus schließt sich ein flach gedeckter Trakt mit einer großen Durchfahrt an, darüber die Inschrift „Gottfried Popp Baugeschäft“ und die Datierung 1902. | 1902                                           | 01.07.1993       | 187             |
| Hofanlage                                                                      | Hofanlage                                                                      | Herriger Straße 27                     | Die Fassade des zweigeschossigen Backsteinwohnhauses ist klar gegliedert durch ein Geschosstrennungsgesims und eine mit Ziegeln gestaltete Traufzone. Die in der Mitte gelegene Eingangstür mit vorgelagerter Freitreppe besitzt ein Originaltürblatt. Die gleichmäßig angeordneten Fenster haben Werksteinsohlbänke. An der Giebelseite schließsn sich Wirtschaftsgebäude an. | um 1860                                        | 24.01.1994       | 202             |
| Steinkreuz                                                                     | Steinkreuz                                                                     | An der B 265                           | Das flach relevierte Kreuz mit Korpus auf der Vorderseite wird umrankt von Verzierungen, auf der Rückseite ist eine Madonna auf einem Sockel abgebildet, um die eine Inschrift eingemeißelt ist: HIER LIG ICH UND WART AUF DICH GEHE NIT VORBEI BITT VOR MICH GEBOHREN 1701 GESTORBEN 1767 17 AUG JOHAN PETER KIEL Das Grabkreuz fand bei der Verlegung des an der Kirche St. Kilian gelegenen Friedhofs eine Zweitverwendung als Wegekreuz. | 1767                                           | 23.01.1995       | 218             |
| 2-geschossiges Backsteinhaus                                                   | 2-geschossiges Backsteinhaus                                                   | Bonner Straße 36                       | Das zweigeschossige Backsteinwohnhaus mit einem abgesetzten verputzten Sockel hat an der Straßenseite fünf Fensterachsen, die mittlere wird durch einen flachen Risalit betont, in dem im Erdgeschoss der Eingang mit Werksteingewände und vorgelagerter Freitreppe und im Obergeschoss ein Fenster liegt. Zu beiden Seiten sind je zwei Fenster paarweise angeordnet und durch ein Stuck- und Sohlbankgesims verbunden. | um 1870                                        | 25.04.1995       | 226             |
| 2-geschossiges Backsteinhaus                                                   | 2-geschossiges Backsteinhaus                                                   | Bonner Straße 42                       | Das zweigeschossige Wohnhaus mit Walmdach ist auf fast quadratischem Grundriss erbaut. An der Straßenseite liegen Mitteleingang und gleichmäßig angeordnete Fenster mit Sandsteingewänden. Die Fensteröffnungen an der Giebelseite sind zugemauert. | Mitte 19. Jh.                                  | 28.04.1995       | 228             |
| Historischer Keller und Brunnen                                                | Historischer Keller und Brunnen                                                | Klosterstraße 18                       | Der Gewölbekeller unter dem Kreuzgang des Klosters entstand in den Jahren 1655 bis 1660. Der noch erhaltene Keller des vorderen Hauses Klosterstraße 18 setzt sich fort in dem Keller des hinteren Hauses Klosterstraße 18. Der Brunnen ist älter als der Kreuzgang und gehörte wohl zu dem 1648 den Franziskanern übertragenen Wohnhaus des Schultheißen Dierath, dem ersten Domizil des Ordens in Lechenich. | vor 1648 (Brunnen), 1655–1660 (Keller)         | 21.06.1995       | 234             |
| Nur Backsteinfassade                                                           | Nur Backsteinfassade                                                           | Herriger Straße 19                     | Das zweigeschossige Backsteingebäude wurde als Wohn- und Geschäftshaus erbaut. Die im Erdgeschoss stichbogigen, im Obergeschoß hochrechteckigen Fenster haben Werksteingewände, der Eingang mit Gewände und einem Schlussstein. Die Fassade wird gegliedert durch ein Sockelgesims, ein Geschosstrennungsgesims und ein Traufgesims. Ein außermittiger Risalit trennt optisch den Wohnbereich vom Geschäftsbereich. Auf den weiß überstrichenen Flächen im Erdgeschoss stand der Name des Besitzers. | um 1900                                        | 11.10.1995       | 242             |
| Verputztes Fachwerkhaus                                                        | Verputztes Fachwerkhaus                                                        | Herriger Straße 4                      | Das vollständig verputzte Fachwerkhaus mit verputztem Sockel liegt mit der Traufseite zur Straße. Der Eingang liegt eingezogen in der zweiten Fensterachse. Im Erdgeschoss ersetzt ein modernes breites Schaufenster das ursprüngliche Fenster. | Mitte 19. Jh.                                  | 07.06.1996       | 263             |
| weitere Bilder                                                                 | Reste der Stadtmauer, Stadtbefestigung                                         | Schloßwall bei Hausnummer 26           | Der Rest der Stadtmauer zeigt ihren ehemaligen Verlauf auf dem Wall. | 13./14. Jh.                                    | 26.09.1996       | 277             |
| 2-geschossiges Backsteinhaus                                                   | 2-geschossiges Backsteinhaus                                                   | Zehntwall 17                           | Das zweigeschossige vierachsige Backsteinwohnhaus hat im Erdgeschoss zwei Wohnungseingänge, in den äußeren Fensterachsen dazwischen liegen zwei Fenster, im Obergeschoss vier gleichmäßig angeordnete Fenster. Über die Fassade verläuft zwischen Erdgeschoss und Obergeschoss ein Gesims aus hellen Ziegeln. Die profilierte Traufzone besteht aus hellen und roten Ziegeln. | Ende 19. Jh.                                   | 27.11.1996       | 283             |
| 3-geschossiges Backsteingebäude                                                | 3-geschossiges Backsteingebäude                                                | Markt 26                               | Das dreigeschossige Gebäude ist im Erdgeschoss durch einen Ladeneinbau stark verändert. Die Fassade der beiden Obergeschosse ist durch Ziegel als Fenstergewände und als Eckquaderung und eine Traufzone mit Zierfachwerk gestaltet. Das Satteldach mit Treppengiebeln hat zur Straßenseite eine Schleppgaube und seitlich eine Spitzgaube mit verzierter Frontseite. | um 1900                                        | 27.03.1997       | 284             |
| 2-geschossiges Fachwerkhaus / Backsteinhaus                                    | 2-geschossiges Fachwerkhaus / Backsteinhaus                                    | Zehntstraße 8                          | Das zweigeschossige Wohnhaus, ein Fachwerkhaus mit Ziegelausfachung und einer Backsteinfassade zur Straßenseite hat eine reich gestaltete Traufzone. Erd- und Obergeschoss werden durch einen Geschossfries getrennt. Die Fenster mit stichbogigen Stürzen sind gleichmäßig angeordnet. Die Mitte wird betont durch den stichbogigen Eingang und durch je zwei seitliche Fenster. Seit 2011 verweist eine Gedenktafel daran, dass der Tiermaler und Gründer des Vereins für deutsche Sanitätshunde Jean Bungartz von 1886 bis 1903 in diesem Hause wohnte. | 1886                                           | 27.03.1997       | 287             |
| 2-geschossiges Fachwerkhaus                                                    | 2-geschossiges Fachwerkhaus                                                    | Zehntstraße 1                          | Das zweigeschossige Wohnhaus mit abgesetztem verputzen Sockel hat zur Straßenseite eine Backsteinfassade, die Giebelseite eine Ziegelausfachung. Ein Geschossgesims aus hellen Ziegeln trennt Ober- und Erdgeschoss. Die Traufzone wird durch einen Fries mit Wechsel von hellen und dunklen Ziegeln gestaltet. | 1870                                           | 27.03.1997       | 291             |
| 2-geschossiges Fachwerkhaus                                                    | 2-geschossiges Fachwerkhaus                                                    | Frenzenstraße 31                       | Das zweigeschossige verputzte dreiachsige Wohnhaus ist ein Beispiel für die schmalen Parzellen vieler Häuser im alten Stadtkern. Das Dach bildet eine Einheit mit dem Dach des Nachbarhauses. | um 1820                                        | 27.03.1997       | 293             |
| 2-geschossiges Backsteinhaus                                                   | 2-geschossiges Backsteinhaus                                                   | Frenzenstraße 33                       | Dem zweigeschossigen dreiachsigen Fachwerkhaus mit Ziegelausfachung und einem vermauerten früheren Eingang wurde an der Giebelseite ein neuer Vorbau mit Eingang zugefügt. | um 1820                                        | 27.03.1997       | 294             |
| 2-geschossiges Backsteinhaus                                                   | 2-geschossiges Backsteinhaus                                                   | Zehntwall 24                           | Das zweigeschossige Backsteinwohnhaus hat zur Straßenseite drei Achsen und einen in der Mitte gelegenen Eingang. Die stichbogigen Fenster sind gleichmäßig angeordnet. Geschosstrennungsgesims und Traufgesims bestehen aus hochgestellten Backsteinen. | um 1870                                        | 28.05.1997       | 295             |
| Wegekreuz                                                                      | Wegekreuz                                                                      | Herriger Straße bei Hausnummer 42      | Die barocke im Sommer 2014 restaurierte Kreuzigungsgruppe steht an der Außenwand eines Geschäftshauses. Die lange Zeit entfernte stark beschädigte Skulptur des Johannes steht nach der Restaurierung wieder auf dem Sockel an ihrem Platz. Das verwitterte Figurenrelief auf dem Sockel, ein Heiliger im Franziskanerhabit, stellt Antonius von Padua dar. Sein Attribut, das stark beschädigte und verwitterte Jesuskind in seinem Arm, wurde bei der Restaurierung entfernt. Der Heilige verweist auf den Stifter, den 1797 in den Lechenicher Konvent aufgenommenen Franziskanerpater Johannes Grosmann, dessen Name aus den ebenfalls verwitterten Buchstaben zu erschließen war. | Ende 18. Jh.                                   | 28.05.1997       | 296             |
| 2-geschossiges Fachwerkhaus                                                    | 2-geschossiges Fachwerkhaus                                                    | Zehntwall 22                           | Das zweigeschossige Fachwerkhaus wurde in Stockwerkbauweise errichtet. Die gleichmäßig angeordneten Sprossenfenster haben Holzrahmen. Der mittig gelegene Eingang wurde umgebaut. Seitlich schließt sich eine überbaute beim Umbau zur Garageneinfahrt verkleinerte ehemalige Toreinfahrt an. | 1850                                           | 03.03.1998       | 298             |
| Außenfassade, um 1880                                                          | Außenfassade, um 1880                                                          | Schloßwall 36                          | Das eingeschossige Backsteinhaus mit drei Fenstern und einer Eingangstür in der zweiten Fensterachse der Traufseite und einem Giebelfenster ist ein Beispiel für die Bebauung des Schlosswalls im 19. Jahrhundert. | 19. Jh.                                        | 12.04.2001       | 319             |
| Wohnhaus mit integriertem Teilstück der Stadtmauer                             | Wohnhaus mit integriertem Teilstück der Stadtmauer                             | Steinstraße 14                         | In dem restaurierten, durch Umbau veränderten ehemaligen Wallhaus ist ein Teilstück der Stadtmauer vorhanden. | Anfang 19. Jh.                                 | 09.07.2003       | 347             |
| 2-geschossiges Fachwerkhaus                                                    | 2-geschossiges Fachwerkhaus                                                    | Schloßwall 51                          | Das zweigeschossige Fachwerkhaus mit Ziegelausfachung wurde um 1970 mit Klinkerimitat verkleidet. | um 1820                                        | 21.04.2010       | 366             |
|                                                                                | 2-geschossiges Wohnhaus                                                        | Zehntstraße 17                         | | um 1870                                        | 17.02.2015       | 369             |
| Fachwerkwohnhaus mit rückwärtiger Scheune                                      | Fachwerkwohnhaus mit rückwärtiger Scheune                                      | Steinstraße 21                         | Das zweigeschossige Fachwerkhaus ist vollständig verputzt. | 19. Jh.                                        | 07.03.2016       | 371             |

## Belege
1. ↑  Denkmalliste der Stadt Erftstadt, übermittelt durch die Untere Denkmalbehörde Erftstadt
2. ↑   Frank Bartsch: Kontinuität und Wandel auf dem Lande. Die rheinpreußische Bürgermeisterei Lechenich im 19. und beginnenden 20. Jahrhundert (1815–1914). Weilerswist 2012, S. 632–634
3. ↑   Frank Bartsch, Dieter Hoffsümmer, Hanna Stommel: Denkmäler in Erftstadt. Erftstadt 1998–2000. Kapitel 13. 5
4. ↑   Frank Bartsch, Dieter Hoffsümmer, Hanna Stommel: Denkmäler in Erftstadt. Erftstadt 1998–2000. Kapitel 13. 11 Haus Kretz
5. ↑  Frank Bartsch, Dieter Hoffsümmer, Hanna Stommel: Denkmäler in Erftstadt. Erftstadt 1998–2000. Kapitel 13. 8 Husarenquartier
6. ↑   Frank Bartsch, Kapitel 13. 15 „Haus Ganser“ In: Frank Bartsch, Dieter Hoffsümmer, Hanna Stommel: Denkmäler in Erftstadt. Erftstadt 1998–2000
7. ↑  Frank Bartsch, Dieter Hoffsümmer, Hanna Stommel: Denkmäler in Erftstadt. Erftstadt 1998–2000. Kap. 11.4
8. Geschichte FW-Lechenich (Memento des Originals vom 14. April 2016 im Internet Archive)  Info: Der Archivlink wurde automatisch eingesetzt und noch nicht geprüft. Bitte prüfe Original- und Archivlink gemäß Anleitung und entferne dann diesen Hinweis.
9. ↑  Geschichte FW-Lechenich (Memento des Originals vom 14. April 2016 im Internet Archive)  Info: Der Archivlink wurde automatisch eingesetzt und noch nicht geprüft. Bitte prüfe Original- und Archivlink gemäß Anleitung und entferne dann diesen Hinweis.
10. ↑   Frank Bartsch: Kontinuität und Wandel auf dem Lande. Die rheinpreußische Bürgermeisterei Lechenich im 19. und beginnenden 20. Jahrhundert (1815 – 1914) Weilerswist 2012, S. 99
11. ↑   Frank Bartsch, Kapitel 13. 14 Marienapotheke. In: Frank Bartsch, Dieter Hoffsümmer, Hanna Stommel: Denkmäler in Erftstadt. Erftstadt 1998–2000
12. 1 2   Frank Bartsch: Kontinuität und Wandel auf dem Lande. Die rheinpreußische Bürgermeisterei Lechenich im 19. und beginnenden 20. Jahrhundert (1815–1914). Weilerswist 2012, Abb. 2 Lithografie „Ansicht Lechenich“ von A. Cahn um 1859.
13. ↑   Frank Bartsch Kapitel 13. 13 Römerapotheke. In: Frank Bartsch, Dieter Hoffsümmer, Hanna Stommel: Denkmäler in Erftstadt. Erftstadt 1998–2000
14. ↑   Frank Bartsch, Dieter Hoffsümmer, Hanna Stommel: Denkmäler in Erftstadt. Erftstadt 1998–2000. Kapitel 13. 6
15. ↑   Frank Bartsch, Kapitel 13. 17 Stadthaus. In: Frank Bartsch, Dieter Hoffsümmer, Hanna Stommel: Denkmäler in Erftstadt. Erftstadt 1998–2000
16. ↑  Walter Keil: Meilensteine- preußischer Straßenbau im heutigen Stadtgebiet. In: Jahrbuch der Stadt Erftstadt 2012. S. 24–35
17. 1 2 3  Stadtarchiv Erftstadt A05 Bestand Historisches Bauarchiv
18. ↑   Frank Bartsch, Kapitel 13. 12 In: Frank Bartsch, Dieter Hoffsümmer, Hanna Stommel: Denkmäler in Erftstadt. Erftstadt 1998–2000
19. ↑  Frank Bartsch, Dieter Hoffsümmer, Hanna Stommel: Denkmäler in Erftstadt. Erftstadt 1998–2000. Kap. 13. 7
20. ↑   Karl Stommel: Die Franziskaner in Lechenich. In: Klöster und Stifte im Erftkreis. Pulheim-Brauweiler 1988. Seite 273